# ジョー・アドニス

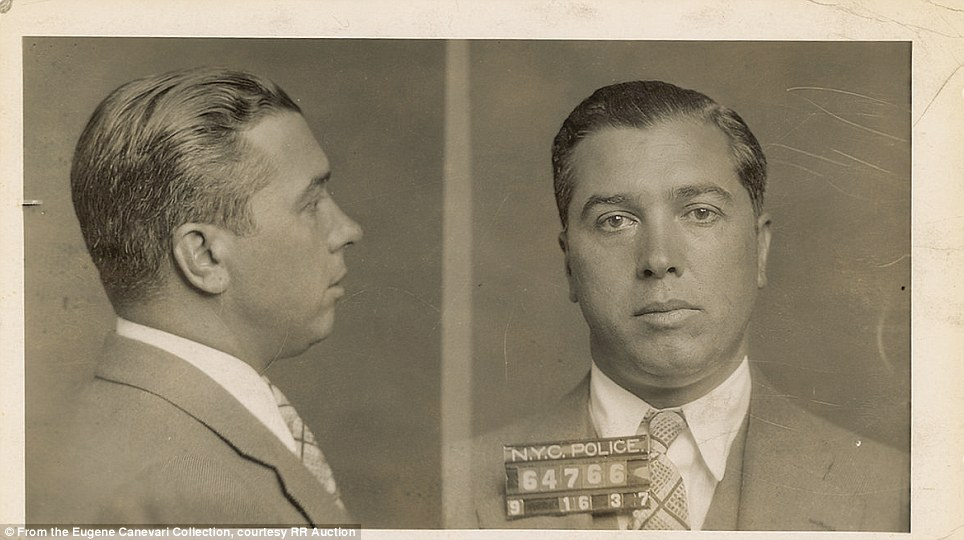
ジョー・アドニス

ジョー・アドニス（Joe Adonis, 1902年11月22日 - 1972年11月26日）は、イタリアおよびアメリカの犯罪組織コーサ・ノストラの幹部。本名はジュゼッペ・アントニオ・ドート（Giuseppe Antonio Doto）。

## プロフィール

### 初期
ナポリの近くのモンテマラーノで生まれた。幼いころからスリなどの犯罪に手を染め、1915年、一家でアメリカに不法入国しブルックリンに定住した。アンソニー・カルファノと共にフランキー・イェールの用心棒を請け負い、ジョー・アドニスと名乗った。1928年7月のイェール暗殺後、カルファノと共にシチリア系のジョー・マッセリアの傘下に入った。その頃キャロルストリートにレストランを開店した（Joe's Italian Kitchen）。レストランには地元政治家が群がった。警察幹部や政治家に積極的に働きかけ、政界フィクサーとして動いた。レストランを隠れ蓑に賭博や売春、密輸などで金儲けした。稼いだ金で煙草自販機ビジネスに参入し、中古車販売所を3つ営業した。酒や麻薬の密輸を通じ、ラッキー・ルチアーノやフランク・コステロ、ヴィト・ジェノヴェーゼらと知り合った。

### ルチアーノ一家幹部
マッセリアがライバルのサルヴァトーレ・マランツァーノとの抗争で形勢不利になると、ルチアーノと共にマッセリアから離反した。1931年4月15日、コニーアイランドでマッセリアが暗殺され、部下の裏切りによるものとされるが、一説に、アドニスも協力したとされる。
1931年9月、ルチアーノがマランツァーノをも暗殺してコーサ・ノストラの頂点に立つと、1932年からルチアーノ一家の幹部としてカルファノと共にブルックリンの縄張りを任された。またマーダー・インクの創設に関わり、その幹部となった。1936年ルチアーノが売春の罪で収監された後、間もなく代理ボスになったコステロの下で他のマフィアファミリーやユダヤ系ギャングへの外交窓口になった。またブルックリンの政界フィクサーとしての地位を不動にした。1946年、コステロが正式に一家を継いだ後も地位を保った。
1930年代後半、トーマス・デューイのギャング狩りのターゲットになった。1937年のニューヨーク市長選で現職市長のフィオレロ・ラガーディアを見捨て反対勢力を支援したことでラガーディアの恨みを買った。両者の攻勢が激しくなったためニュージャージーに拠点を移した。自動車のフォード社と独占契約を結び、ニュージャージーの同社エッジウォーター工場の新車の配送を一手に引き受けた。アメリカ北東部一帯のカーディーラーのネットワークに影響力を強め、客が車を購入する際に偽の「保険」をかけて金を搾り取った。1940年に誘拐や強請で告発された時、数多くの合法ビジネスと非合法ビジネスを持ち、年収は50万ドルを超えると報じられた。
カジノ事業は、1933年にルチアーノ、マイヤー・ランスキー、コステロらと共にサラトガ・スプリングズで本格的なカジノ経営に参入した（パイピングロックなど）のを皮切りに、フロリダ州、ルイジアナ州、カリフォルニア州などにカジノの拠点を広げた。コステロやランスキーと共にマイアミのカジノ、コロニアル・インの共同オーナーに名を連ねた。
1944年、フォート・リーの高級住宅街に豪邸を建て、ビジネスの拠点も完全にニュージャージーに移した。ウィリー・モレッティらと賭博利権を分かち合い、モレッティを通じて地元の政治家、警察幹部や検察官と人脈を築いた。ニュージャージーの風紀取締りはニューヨークに比べて緩やかで、地下賭博で恩恵を受けた。裕福で浪費家のスポーツマンらを対象に、ハドソン川を越えてニュージャージーのカジノまでリムジンで送迎するシャトルサービスを行っていた。
1940年代半ばにニューヨーク市長になったウィリアム・オドワイアーやその側近ジェームス・J・モランと親交があり、一緒にいるところをたびたび目撃された。一説にブルックリンの警官だったオドワイヤーを判事に担ぎ上げるなどその政治家キャリアをバックアップしたのがアドニスとされる。キューバのハバナ会議では、1946年に釈放されたルチアーノを歓待した。1941年政府密告者エイブ・レルズがアドニスを「アメリカで最も力のあるギャングの一人」と名指しされたが、摘発は免れた。1940年代後半、当時まだ新興ビジネスだったテレビ機器メーカーに投資した。

### 裁判と収監
1940年代末にニュージャージーで風紀粛正の嵐が吹き荒れ、アドニスに逆風となった。1950年12月12日、上院の特別犯罪捜査委員会のキーフォーヴァー委員会にモレッティらと共に賭博組織の親玉の１人として召喚されたが、アメリカ憲法修正第５条を盾に証言を拒否した。1951年1月23日、ニュージャージー司法当局に賭博容疑でサルヴァトーレ・モレッティ（ソリー・ムーア、ウィリーの弟）らと共に起訴された。同年5月28日、州賭博条例違反で有罪となり2-5年の不定期刑を宣告された。収監されたトレントン州刑務所では模範囚人として過ごし、2年後の1953年8月9日に釈放された。出所の余韻を味わう間もなく、すぐに議会侮辱罪で監獄に逆戻りとなり、審理差し戻しで4か月後に出所したが、今度は不法入国者として連邦移民局に追及された。畳み掛けるようにニュージャージー州と連邦当局の両方から公聴会などでの偽証で追及され、有罪処分となったが収監保留となった。

### アメリカ追放
更なる収監か国外退去かの選択を迫られたアドニスは自ら出国する道を選び、政府に承認された。1956年1月、家族を残したまま多額の資金を持って出国した。出国時点で脱税でも追及されており、イタリア到着と同時に未納税金を払った。イタリアではミラノの高層マンションに居を構え、自前のナイトクラブを持つなど悠々自適の生活を送った
。先に追放されていたルチアーノとは会うことを禁じられた。
アドニス出国後のニューヨークの縄張りはヴィンセント・アロが引き継いだとされる。1960年代初頭、ニューヨークマフィアの有志によりアドニスのアメリカ再入国の政治工作が行われ、一旦政府に認められかけたが、司法長官ロバート・ケネディに阻まれ、実現しなかった。

### 晩年
イタリア帰国から15年間、特に事件・事故なく暮らしていたが、1971年5月にシチリア島パレルモで起きた検察官暗殺事件を機に戦後最大と言われる大々的なマフィア狩りが行われ、同年6月、アドニスはアドリア海近くの小村（Serra Dei Conti）に追放され、警察の監視下に置かれた。同年11月23日、警察の尋問中に肺の疾患を起こして近くの病院に担ぎ込まれ、3日後、心不全で死亡した。葬儀は近親者のみで静かに催された後、遺体のアメリカ返還を許可され、ニュージャージー州フォートリーのマドンナ墓地に葬られた。

## エピソード
- 部下の面倒見が良く、仲間内から尊敬の念を持ってジョー・Aと呼ばれていた。
- 身だしなみに気を遣い伊達男を気取った。ポマードヘアに入念に櫛を入れながら鏡の前にずっと立っているので、ルチアーノに呆れられたという[4]。
- ニュージャージーのロディにあったアドニスの賭場は外見はみすぼらしいガレージだが、中に入ると、ホワイトジャケットのウェイターがステーキを運んでくるきらびやかなカジノだった[21]。
- 1940年、拉致暴行容疑で追及された時、ブルックリンの裁判所にまばゆい緑色の高級スーツで登場し、場を圧倒したが、裁判中は肩肘を突いてだるそうにすわっていた[22]。
- ウィリー・モレッティの娘の1人の名付け親（ゴッドファーザー）になった[10]。
- 1962年1月、ルチアーノが死んだ時、花束を贈った。花束には「So Long, Pal」（友よ、永遠に）とあった[23]。
- イタリアではニューヨークの生活を恋しがり、よくコパコバーナ（マンハッタンのナイトクラブ）の名前を口にしたという（付き合いのあったイタリア人画家の回想）[17]。